# خیابان آگیم ۵۵۵۵: پدر من
خیابان آگیم ۵۵۵۵: پدر من (انگلیسی: Rua Alguem 5555: My Father) یک فیلم درام ایتالیایی-برزیلی-مجاری است که در سال ۲۰۰۳ منتشر شد. فیلم آخرین حضور چارلتون هستون ( ستاره فیلمهای بزرگ تاریخی مانند ده فرمان، بن هور و السید ) روی پرده سینماست. تصویربرداری این فیلم در اکتبر ۲۰۰۱ در شهر ریو دو ژانیرو انجام شد.

## بازیگران
- چارلتون هستون در نقش یوزف منگله
- اف. موری آبراهام در نقش پل مینسکی
- توماس کرچمان